# NHK 미야자키 방송국

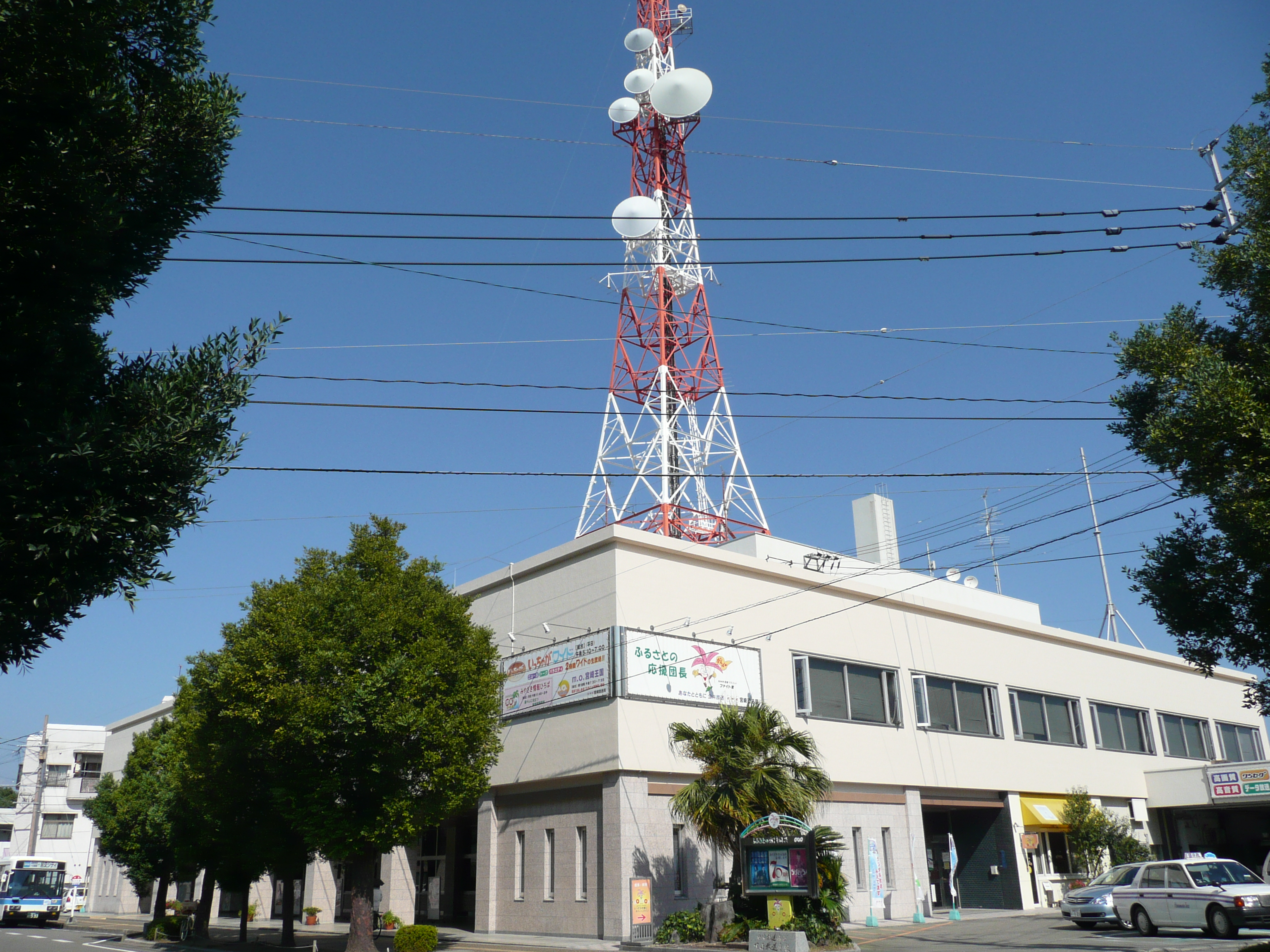

NHK 미야자키 방송국(宮崎 放送局)은 미야자키현을 방송구역으로 하는 NHK의 지역방송국이며 중파·FM라디오·텔레비전 방송을 담당하고 있다.

## 연혁
- 1937년 4월 19일 라디오 제1방송 개시.
- 1950년 3월 25일 라디오 제2방송 개시.
- 1960년 7월 1일 종합 텔레비전 방송 개시.
- 1963년 12월 1일 교육 텔레비전 방송 개시.
- 1964년 7월 1일 FM방송 개시(본방송은 1969년 3월 1일).
- 1966년 3월 22일 컬러 텔레비전 방송 개시.
- 1971년 9월 1일 지역 프로그램 컬러화 실시
- 1977년 3월 5일 FM 스테레오 방송 개시.
- 1985년 9월 1일 긴급경보방송개시.
- 1986년 8월 8일 음성다중방송 개시(교육 텔레비전은 1991년 3월 20일 실시).
- 1986년 11월 29일 문자 방송 개시.
- 2006년 12월 1일 지상파 디지털 텔레비전 방송 개시.
- 2011년 7월 24일 지상파 아날로그 텔레비전 방송 종료

## 채널·주파수

### 종합·교육 텔레비전
- 종합 텔레비전 미야자키본국 14ch(JOMG-DTV)
- 교육 텔레비전 미야자키본국 13ch(JOMC-DTV)

### 라디오 방송국
| 중계국·방송국     | 주파수  | 출력 | 비고          |
| ----------------- | ------- | ---- | ------------- |
| 미야자키 방송국   | 540kHz  | 5kW  | 콜사인은 JOMG |
| 노베오카 중계국   | 621kHz  | 1kW  |               |
| 고바야시 중계국   | 1026kHz | 100W |               |
| 미야코노조 중계국 | 1161kHz | 100W |               |
| 니치난 중계국     | 1341kHz | 100W |               |
| 구시마 중계국     | 1026kHz | 100W |               |
| 다카치호 중계국   | 1584kHz | 100W |               |

| 중계국·방송국     | 주파수  | 출력 | 비고          |
| ----------------- | ------- | ---- | ------------- |
| 미야자키 방송국   | 1467kHz | 1kW  | 콜사인은 JOMC |
| 노베오카 중계국   | 1602kHz | 1kW  |               |
| 고바야시 중계국   | 1539kHz | 100W |               |
| 미야코노조 중계국 | 1359kHz | 100W |               |
| 니치난 중계국     | 1602kHz | 100W |               |
| 구시마 중계국     | 1512kHz | 100W |               |
| 다카치호 중계국   | 1359kHz | 100W |               |

| 중계국·방송국     | 주파수  | 출력 | 비고             |
| ----------------- | ------- | ---- | ---------------- |
| 미야자키 방송국   | 86.2MHz | 500W | 콜사인은 JOMC-FM |
| 노베오카 중계국   | 87.0MHz | 100W |                  |
| 구시마 중계국     | 85.2MHz | 10W  |                  |
| 다카치호 중계국   | 88.1MHz | 100W |                  |
| 휴가사이고 중계국 | 85.8MHz | 1W   |                  |
| 도고 중계국       | 84.0MHz | 1W   |                  |
| 이리고 중계국     | 85.2MHz | 3W   |                  |
| 시바 중계국       | 88.2MHz | 10W  |                  |

## 현내 방송국
- 미야자키 방송(MRT)(TV는 도쿄 방송 계열,라디오는 JRN·NRN 계열)
- TV 미야자키(UMK)(후지 TV·니혼 TV·TV 아사히 계열)
- FM 미야자키(JFN 계열)